# Lu Hszün
Lu Xun (魯迅, pinjin, hangsúlyjelekkel: Lǔ Xùn, magyaros átírással: Lu Hszün, korábbi magyar helyesírás szerint az 1970-es évekigː Lu Hszin; Wade-Giles átírás: Lu Hsün, eredeti nevén Zhou Shuren (egyszerűsített kínai:周树人; hagyományos kínai:周樹人; pinjin: Zhōu Shùrén, magyaros átírással: Csou Su-zsen) (1881. szeptember 25. – 1936. október 19.) 20. századi kínai író, novellista, műfordító, esszéíró, kritikus. A modern kínai irodalom megalapítójának tartják. Az 1930-as években a Baloldali Írók Ligájának vezetője lett. Halálát 1936-ban tuberkulózis, asztma és más tüdőbántalmak okozták.

## Irodalmi munkássága
A XX. századi kínai irodalom meghatározó egyénisége, az irodalmi és társadalmi megújulás elkötelezett harcosa volt. Forradalmár volt, mint Szun Jat-szen, de tőle eltérően nem nemzeti demokratikus, hanem osztályharcos proletárforradalmárnak vallotta magát.
Elsősorban novellákat írt. Modern elbeszélés az ötvenes években magyarul is megjelentek a Világirodalom Klasszikusai sorozatban. Régi mesék mai szemmel című kötetében átértelmezte a – Kínában széles körben ismert – régi legendákat, és ironikus új tartalommal töltötte meg azokat. Megírta a kínai novella-irodalom történetét is. Új formát is teremtett a kínai esszéirodalomban, az úgynevezett „vegyes írásokat” (caven).
Nem csak az irodalomban, a társadalmi életben is a megújulás harcos híve volt. Világosan felismerte hazája elmaradottságának okait, a kilátástalan konzervativizmust, a mindennapi romlottságot. Éles kritikái sokszor vitát váltottak ki a megújulás híveinek táborában is. Ő is óvta azonban a hagyományos kultúra értékeit.
Széles műveltségével és hatalmas munkabírásával rengeteg művet fordított kínaira. Tanulmányt írt a kelet-európai népek 19. századi szabadságmozgalmai és a 20. század eleji Kína társadalmi törekvései közötti párhuzamokról. Ebben szerepelteti Petőfi Sándort és Szabadság, szerelem című versét, ami így az érettségizett kínaiak körében szinte általánosan ismertté vált.
Leghíresebb elbeszélése, az A-Q hiteles története ugyanúgy alapja a modern kínai irodalomnak, mint Gogol Köpönyeg-e az oroszénak.

## Lu Hszün(Lu Xun)és a kínai hagyományok
Lu Hszün (Lu Xun)nek a kínai hagyományhoz fűződő viszonyát is baloldali radikalizmus jellemezte. Mivel azt az akkori politikai hatalom a társadalmi elnyomás igazolására, tartósítására próbálta felhasználni, ezért egészében elutasította azt. Ennek következtében szélsőséges következtetéseket is levont. Lebecsülte a hagyományos kínai kultúrát, és egyoldalúan a külföldi hatás haladó jellegét hangsúlyozta. 1927-ben egy előadásában mondta: „Ami pedig a kínai kultúrát illeti, igazán nem is tudom, létezik-e egyáltalán.” 1929-ben így nyilatkozott: „Senki sem tagadhatja - még a legbuzgóbb patrióták sem -, hogy kultúránk, a kínai kultúra meglehetősen elmaradott. Minden, ami új, kívülről hatolt be hozzánk”. Sőt ezt is kijelentette: „Úgy gondolom, olvassunk minél kevesebb kínai könyvet (vagy egyáltalán ne is olvassunk), de annál több külföldit.”
Lu Hszün (Lu Xun)t azonban tehetsége, klasszikus műveltsége, esztétikai érzéke visszatartotta attól, hogy túlzásait a gyakorlatban is végigvigye. Egy másik nyilatkozatában így szólt: „...némely régi formák is hordozhatnak új tartalmat. Én is úgy vélem, hogy az »új irodalom« és a »régi irodalom« között nem létezhet éles választóvonal.”
Mao Ce-tung (Mao Zedong)tól eltérően a politikai propaganda és az irodalom közé nem tett egyenlőségjelet: „...bár minden irodalom propaganda is, nem minden propaganda irodalom...” Számolt a kínai tömegek tanulatlanságával, de nem ezt tekintette irodalmi mércének: „...az olvasónak is el kell érnie bizonyos színvonalat, mindenekelőtt tudnia kell írni-olvasni.”

## Magyarul megjelent művei
- Szülőföldem. Elbeszélések; oroszból ford. Gyöngyi László, előszó: L. Pozdnyejeva, ford. Magos László; Szépirodalmi, Bp., 1951
- A vihar visszhangja. Elbeszélések, kisebb írások, cikkek; oroszból ford. Makai Imre; Szépirodalmi, Bp., 1953

- A-Q hiteles története. Válogatott elbeszélések; ford. R. Bakonyi Vali et al., bev., jegyz. Mészáros Vilma; Új Magyar Kiadó, Bp., 1956 (A világirodalom klasszikusai)

- Lu Hszin: Régi mesék mai szemmel, Európa Könyvkiadó, Budapest, 1959, ford., utószó: Tőkei Ferenc

- Lu H-szünː Vadfüvek. Versek prózában; ford., utószó, jegyz. Tőkei Ferenc; Magyar Helikon, Bp., 1961

- (Lengyel Béla-Vincze Flóra szerk.): A világirodalom ars poeticái, Gondolat, Budapest, 1965, benne Lu Hszin: Hogyan kezdtem elbeszéléseket írni?, fordította: Makai Imre

- Lu Hszün: Irodalom, forradalom, társadalom, Irodalompublicisztikai írások, Európa Könyvkiadó, Budapest, 1981, vál., ford. utószóː Galla Endre ISBN 9630725525

- Hajnali virágok alkonyi csokorban, Európa Könyvkiadó, Budapest, 2008, ford. utószó Galla Endre, jegyz. Galla Endre, Kalmár Éva ISBN 9789630785723
- Lu Hszün elbeszélései; ford. Galla Endre, szerk. Mao Sou-fu; Viktória, Bp., 2011
- Irodalom, forradalom, társadalom. Lu Hszün válogatott esszéi; vál., ford., utószó, jegyz. Galla Endre; Püski, Bp., 2014

### Antológiákban megjelent novellái
- Selma Lagerlöf, Tömörkény István, H. G. Wells, ... (Domokos János szerk.): Huszadik századi dekameron I-II., Válogatás századunk legjobb elbeszéléseiből, Európa Könyvkiadó, Budapest, 1968; : benne Lu Hszin: Más szelek fújnak, fordította: Makai Imre
- Lu Hszün, Lao Sö, ... (Kalmár Éva szerk.): Huszadik századi kínai novellák (Modern Dekameron), Noran, Budapest, 2008, ISBN 9789639716674; benne Lu Hszün: Áldáskérés című novellája, fordította: Mészáros Vilma